# Публий Осторий Скапула
Пу́блий Осто́рий Ска́пула (лат. Publius Ostorius Scapula; родился около 15 года — умер в 52 году) — римский политический деятель и полководец из плебейского рода Осториев, отличившийся в ходе боевых действий в Британии.

## Биография
Осторий Скапула был римским государственным деятелем и полководцем. Начиная с 47 года и до своей смерти управлял Британией; во время своего наместничества подавил мятеж Каратака.
Публий Осторий Скапула мог, вероятно, приходиться сыном Квинту Осторию Скапуле — одному из первых командующих преторианской гвардией и позднее префекту Египта.
О его ранней карьере ничего не известно. В 46 году Скапула был консулом-суффектом. Зимой 47 года императором Клавдием он был назначен вторым губернатором римской Британии. Юг и восток острова были надёжно заняты, были заключены союзы с племенами внутри управляемой римлянами области; но другие племена продолжали сопротивляться. Доверие к новому губернатору вскоре исчезло, кельты организовали восстания.
На неповиновение Осторий Скапула ответил энергично, неуклонно нападая, не давал возможности племенам перегруппироваться. Он объявил своё намерение разоружить всех британцев к югу и к востоку от рек Трент и Северн.
Сын его, Марк, был обвинён по доносу в замыслах против Нерона и покончил с собой. Историю этого самоубийства подробно излагает Тацит:
«…Осторий находился тогда в дальнем поместье, на границе с лигурами, и туда был послан центурион с поручением принудить его к незамедлительной смерти. Такая торопливость была вызвана тем, что, овеянный громкой боевой славою и заслужив в Британии гражданский венок, он своей огромной телесною силой и искусством, с которым владел оружием, устрашал Нерона, и без того находившегося в постоянной тревоге, а после недавнего раскрытия заговора особенно опасавшегося возможного нападения. Итак, преградив выходы из виллы Остория, центурион передает ему приказание императора. И Осторий обратил против себя ту самую доблесть, которую столь часто выказывал в битвах с врагами. Но так как из надрезанных вен вытекало малое количество крови, он воспользовался рукою раба, но лишь для того, чтобы тот недвижно держал перед собою кинжал, и, ухватив его крепко за правую руку, приник горлом к кинжалу и поразил себя насмерть…»